# Die Consolata
Die Consolata ist eine Novelle von Gertrud von le Fort, die, 1943 vollendet und bis Kriegsende in Kornau versteckt, 1947 im Insel-Verlag erschien.
Schauplatz des Werkes ist das ruinöse Padua im 13. Jahrhundert. Der von allen verlassene Tyrann Ansedio begeht Selbstmord in seinem Thronsaal. 

## Titel
Die frei konstituierte Glaubensgemeinschaft Consolata besteht in Padua aus wenigen, einheitlich gekleideten Brüdern, die bedrängten Hilflosen beistehen. Mutig haben die mit einer Kapuze gekennzeichneten Männer vielen zum Tod Verurteilten während der Schreckensherrschaft des Ansedio auf ihrem letzten Gang durch Padua das Geleit gegeben und die Sterbegebete für sie gesprochen.

## Inhalt
Nachdem das Kreuzheer der verbündeten Städte Venedig und Mantua die Herrschaft des grausigen Ansedio in Padua beendet hat, lässt es sich der Legat Filippo Fontana nicht nehmen, die geplagte Vaterstadt vom Interdikt des Papstes persönlich zu lösen. Fontana zieht mit Gefolge in Padua ein. Der Legat kann aber das Interdikt nicht aufheben, denn der Tyrann lebt noch. Zwar wurde Ansedio von seinen Anhängern verlassen und ist von erbitterten Paduanern umzingelt, doch sitzt er noch in seinem Palast. Bei dem Gang durch die Stadt erfährt Fontana, dem unbarmherzigen Tyrannen sei einmal geweissagt worden, er werde einst an der Barmherzigkeit scheitern. Fontana möchte die frommen Brüder kennenlernen und schickt einen Boten aus. Voller Ehrerbietung nehmen die Brüder den Ruf entgegen und schicken einen ihrer Brüder, der den Legaten hin zu einer dringlichen Versammlung jener geheimnisvollen Vereinigung durch Padua begleitet. Die Consolata ist nämlich nach ihrem Gelübde verpflichtet, ausnahmslos jedem, der im Sterben des Trostes bedarf, beizustehen. Erstaunt erkennt Fontana unterwegs, dass er in den Palast des Ansedio geführt wird. Der Tyrann verspottet den Ankömmling aus Rom, habe Fontana ihn doch dem Zorn der Paduaner preisgegeben. Der Legat wird durch die Rede des Ansedio verunsichert. Der ganz wehrlose Tyrann hält sich trotz der bedrohlich näherrückenden Volksmenge für unüberwindlich. Da tritt die Consolata in den Palast ein. Die Männer werden von Ansedio, der sich nun für unsterblich hält, höhnisch mit „meine Herren Mörder“ begrüßt. Die Consolata betet für den Tyrannen und hebt hervor, er sei ein unbußfertiger, gewaltiger Bußprediger gewesen. Denn mancher Paduaner sei durch die abgrundtiefe Schlechtigkeit seines Herrschers besser geworden. Da ist es auf einmal aus mit der Gottähnlichkeit des Ansedio, und er bringt sich um. Der Legat befiehlt, die Anhänger des Toten sollten vor Gericht gestellt werden. Fontana zieht sich nach Assisi zurück.

## Rezeption
- Arthur Maximilian Miller berichtet,[3] er habe Anfang 1944 für Gertrud von le Fort das Manuskript der Erzählung aufbewahrt. Darin habe die Autorin – „in historisches Gewand verhüllt“ – das Ende Hitlers vorausgesehen.
- Nach Meyerhofer ist Ansedio als Abbild Hitlers oder Mussolinis zu verstehen.[4] Die Autorin spreche in dem Text folgende Wahrheit aus: Ohne Komplizen ist ein Tyrann machtlos.[5]